# كارلا رويدا
كارلا رويدا (بالإسبانية: Carla Rueda) (19 أبريل 1990 في بيرو - ) هي لاعبة كرة طائرة بيروفية في مركز مهاجم ‏. لعبت مع ASPTT Mulhouse ‏.